# Patrick J. Carley
Patrick J. Carley (* 2. Februar 1866 im County Roscommon, Irland; † 25. Februar 1936 in Brooklyn, New York) war ein US-amerikanischer Politiker. Zwischen 1927 und 1935 vertrat er den Bundesstaat New York im US-Repräsentantenhaus.

## Werdegang
Patrick J. Carley wurde während des Viktorianischen Zeitalters im County Roscommon geboren. Die Familie Carley wanderte während seiner Kindheit in die Vereinigten Staaten ein. Er besuchte dort öffentliche Schulen. Danach war er im Bauwesen tätig, verfolgte aber auch Bankgeschäfte. Ferner war er Direktor des Bay Ridge Memorial Hospital. Politisch gehörte er der Demokratischen Partei an.
Bei den Kongresswahlen des Jahres 1926 für den 70. Kongress wurde Carley im achten Wahlbezirk von New York in das US-Repräsentantenhaus in Washington, D.C. gewählt, wo er am 4. März 1927 die Nachfolge von William E. Cleary antrat. Er wurde drei Mal in Folge wiedergewählt. Da er auf eine erneute Kandidatur im Jahr 1934 verzichtete, schied er nach dem 3. Januar 1935 aus dem Kongress aus. Als Kongressabgeordneter hatte er den Vorsitz über das Committee on Election of President, Vice President, and Representatives (72. und 73. Kongress).
Nach seiner Kongresszeit war er bis zu seinem Ruhestand wieder im Bauwesen tätig. Er verstarb am 25. Februar 1936 in Brooklyn und wurde dann auf dem Calvary Cemetery in Queens beigesetzt. Ungefähr drei Jahre später brach der Zweite Weltkrieg aus.